# Distrito I (Managua)
El Distrito I o Distrito Capital es uno de los 7 distritos que se encuentra dividida la ciudad de Managua, Nicaragua. En el año 2011 tenía una población de 182 446 habitantes y una densidad poblacional de 3 966,2 personas por km². El distrito fue creado el 26 de junio de 2009 bajo la ordenanza municipal N.º 03-2009.

## Geografía
El Distrito I se encuentra ubicada en las coordenadas 12°08′15″N 86°16′08″O / 12.1376, -86.268953.

### Límites
| Noroeste: Distrito II | Norte: Lago Xolotlán | Noreste: Distrito IV |
| Oeste: Distrito III   |                      | Este: Distrito V     |
| Suroeste: El Crucero  | Sur: Ticuantepe      | Sureste: Distrito V  |